# Империализм, как высшая стадия капитализма
«Империали́зм, как вы́сшая ста́дия капитали́зма. Популярный очерк» (изначально как «Империализм, как новейший этап капитали́зма») — экономическая работа В. И. Ленина, писавшаяся как продолжение и развитие «Капитала» Карла Маркса в условиях новой исторической эпохи. Посвящёна переходу капитализма в конце XIX — начале XX века от стадии первоначального накопления капитала к стадии монополистического капитализма, которой автор даёт название «империализм». В очерке доступно излагаются основные экономические закономерности, присущие капитализму на данном этапе развития. Работа была написана весной 1916 года в Цюрихе и опубликована в Петрограде в апреле 1917 года.
В 5 издании ПСС Ленина эта работа находится в 27 томе.

## История написания
Очерк был написан Лениным с января по июнь 1916 года в швейцарской эмиграции. Работа была задумана Лениным как критический ответ на книгу Джона Гобсона «Империализм», позицию которого он характеризует в начале текста как точку зрения «…буржуазного социал-реформизма и пацифизма». Большое влияние также оказала книга Рудольфа Гильфердинга «Финансовый капитал» (1910). Определение империализма с точки зрения его пяти отличительных особенностей (монополии, финансовый капитал, экспорт капитала, международные картели, территориальный раздел мира) исходило из книги Гильфердинга с добавлением элементов, заимствованных у Гобсона. С другой стороны, книга была направлена против теории ультраимпериализма, которую незадолго до этого — в 1914 году — выдвинул Карл Каутский. Согласно этой теории, империализм является не последней, а предпоследней стадией развития капитализма, с чем Ленин был не согласен.
Опасаясь изъятия тиража цензурой, Ленин

«не только был вынужден строжайше ограничить себя исключительно теоретическим — экономическим в особенности — анализом, но и формулировать необходимые немногочисленные замечания относительно политики с громаднейшей осторожностью, намёками, тем эзоповским — проклятым эзоповским — языком, к которому царизм заставлял прибегать всех революционеров, когда они брали в руки перо для „легального“ произведения.»

На работу Ленина также повлиял текст Николая Бухарина «Мировое хозяйство и империализм», написанный в 1915—1916 годы, также направленный против идей Каутского. Работа Бухарина была опубликована только в 1918 году, однако Ленин ознакомился с ней в рукописи, в период, когда у него были разногласия с Бухариным. При первой публикации работы Ленин написал к ней предисловие, главным образом направленное против Каутского, косвенно и против того, что Ленин считал ошибками Бухарина.
Помимо Гобсона и Каутского, идейным оппонентом Ленина среди марксистов была и Роза Люксембург: Ленин считал ошибочной её теорию империализма, выдвинутую в 1913 году в книге «Накопление капитала». Сперва Ленин намеревался написать её критику, однако в итоге она в печать не вышла; в «Империализм, как высшая стадия капитализма» специально с Люксембург Ленин не стал полемизировать.
Одной из причин написания работы был прямой заказ: находившийся в России друг Ленина Максим Горький, возглавивший после начала Первой мировой войны издательство «Парус», которое организовал в том числе и для прогрессивной и антивоенной пропаганды, в том числе и идей марксизма, договаривался с рядом социал-демократов об издании серии популярных брошюр «Государства Западной Европы до и во время войны», что он обсуждал с Михаилом Покровским. Тот решил, что вводную брошюру некому писать, «кроме Ленина», и с ведома Горького отправил предложение ему; переговоры велись через Григория Зиновьева; Ленин принял идею и из-за возможных цензурных ограничений согласился на возможные цензурные изъятия, издание под псевдонимом и изменение названия. Рукопись Ленин отправил Покровскому в июле 1916 года, но она была задержана французской военной цензурой; в августе она была получена после другой отправки, но другие руководители издательства потребовали опустить выпады против Каутского и Мартова. Горький написал Покровскому, что «превосходную» работу надо издать «вне серии», и 20 октября 1916 года А. Тихонов сообщил Покровскому: «Брошюру В. Ильина сдали в набор немедленно, сократив те главы, которые Вы отметили (полемика с Каутским)». Работа была анонсирована в октябре в журнале Горького «Летопись» под названием «Новейший капитализм» и в итоге вышла только летом 1917 года.

## Содержание

### 1. Концентрация производства и монополии
В первой главе Ленин, основываясь на статистических данных по экономике таких развитых стран, как Германия, США и Великобритания, обращает внимание на тенденцию капиталистической экономики к монополизации в силу того, что «труд в крупных произведениях гораздо производительней». Приводится периодизация этапов перерастания капитализма в империализм:

Итак, вот основные итоги истории монополий: 1) 1860 и 1870 годы — высшая, предельная ступень развития свободной конкуренции. Монополии лишь едва заметные зародыши. 2) После кризиса 1873 г. широкая полоса развития картелей, но они ещё исключение. Они ещё не прочны. Они ещё преходящее явление. 3) Подъём конца XIX века и кризис 1900—1903 гг.: картели становятся одной из основ всей хозяйственной жизни. Капитализм превратился в империализм.

На примере немецких картелей и американских трестов (Standard Oil, U.S. Steel) Ленин показывает, как «конкуренция превращается в монополию», в рамках чего в определённой степени происходит «обобществление производства», однако «присвоение остаётся частным». Также Ленин указывает на то, что кризисы капитализма в ходе монополизации только усиливаются.

### 2. Банки и их новая роль
Во второй главе Ленин обращает внимание на ведущую роль банков в деле концентрации капитала на примере Deutsche Bank, Crédit Lyonnais, Société Générale, J.P. Morgan & Co. и других крупных банков. В лице банков на место «разрозненных капиталистов» приходят «коллективные капиталисты», которые борются между собой за гегемонию. С одной стороны происходит «сращивание» банковского и промышленного капиталов «посредством владения акциями, посредством вступления директоров банков в члены наблюдательных советов (или правлений) торгово-промышленных предприятий и обратно». С другой стороны банки все больше начинают осуществлять контроль над промышленностью посредством кредитов.

### 3. Финансовый капитал и финансовая олигархия
Третья глава посвящена «финансовой олигархии», которая представляет собой сращивание промышленных предприятий и банков под началом небольшой группы лиц, способных контролировать газеты, парламент и правительство. Ленин подчеркивает роль системы «участий» одних компаний в капитале других компаний «посредством скупки или обмена акций, системы долговых отношений и т. п. и т. д.». Он отмечает также, что через дочерние акционерные общества материнские акционерные общества могут по цепочке контролировать целые отрасли. Наличие акционерного капитала при этом не отменяет деления на богатых и бедных, поскольку мелкие акционеры лишь номинально являются собственниками предприятия, так как «известная часть раздробленных, мелких акционеров не имеет на практике никакой возможности принимать участие в общих собраниях и т. д.». В конце главы Ленин называет четыре современных ему «столпа всемирного финансового капитала», владеющих 80 % мировых ресурсов: Англия, Франция, США и Германия.

### 4. Вывоз капитала
В четвёртой главе Ленин определяет капитализм как «товарное производство на высшей ступени его развития», где сама рабочая сила становится товаром. При этом капитализм характеризуется неравномерностью развития, что выражается в сохранении низкого «жизненного уровня масс населения». Ленин отмечает, что на современном ему историческом этапе капитализм приобретает всемирное значение, так как связан с вывозом капитала в отсталые страны, где «капиталов мало, цена земли сравнительно невелика, заработная плата низка, сырые материалы дёшевы». Ленин указывает, что исходя из разных степеней владения колониями и развития ссудного капитала, разные империалистические страны занимаются вывозом капитала в разные части света, что приводит к тому, что страны делят «мир между собою, в переносном смысле слова». Однако, он также отмечает, что «финансовый капитал привёл и к прямому разделу мира».

### 5. Раздел мира между союзами капиталистов
В пятой главе Ленин обращает внимание, что монополистический капитализм связан с «обострением борьбы за раздел мира». На примере General Electric и AEG в сфере электроэнергетики, Standard Oil Рокфеллеров и бакинских нефтяников (Ротшильды, Нобели) в керосиновой промышленности, общества «Гамбург-Америка», компании «Северогерманаский Ллойд» (Германия) и «Международной компании морской торговли» («так называемый трест Моргана») (США, Англия) в судоходстве, международного рельсового картеля (Англия, Бельгия, Германия) и т. п. Ленин показывает, как крупные компании делят между собой сферы влияния в мировом масштабе либо мирным путем, либо методом торговых войн.
В конце главы Ленин оппонирует мнению, состоящему в том, что при окончательном разделе Мира между картелями возможно достижение мира при капитализме:
Капиталисты делят мир не по своей особой злобности, а потому, что достигнутая ступень концентрации заставляет становиться на этот путь для получения прибыли; при этом делят они его «по капиталу», «по силе» — иного способа дележа не может быть в системе товарного производства и капитализма. Сила же меняется в зависимости от экономического и политического развития; для понимания происходящего надо знать, какие вопросы решаются изменениями силы, а есть ли это — изменения «чисто» экономические или внеэкономические (например, военные), это вопрос второстепенный, не могущий ничего изменить в основных взглядах на новейшую эпоху капитализма. Подменять вопрос о содержании борьбы и сделок между союзами капиталистов вопросом о форме борьбы и сделок (сегодня мирной, завтра немирной, послезавтра опять немирной) значит опускаться до роли софиста.

### 6. Раздел мира между великими державами
Глава начинается с тезиса о том, что новый виток колониальной политики связан с финансовым капиталом, в силу того, «что колониальная политика капиталистических стран закончила захват незанятых земель на нашей планете».
Также Ленин подчеркивает, что в связи с развитием капитализма, которое проявляется в смене свободной конкуренции монополиями, меняется и риторика политических деятелей, приводя в пример слова Бенджамина Дизраэли о необходимости отхода от колониальной политики в 1852 году:

Колонии, это — мельничные жернова на нашей шее.

И слова Сесиля Родса в эпоху монополий о том, что империализм это спасение от гражданской войны:

Сесиль Родс, как рассказывал его интимный друг, журналист Стэд, говорил ему по поводу своих империалистских идей в 1895 году: «Я был вчера в лондонском Ист-Энде (рабочий квартал) и посетил одно собрание безработных. Когда я послушал там дикие речи, которые были сплошным криком: „Хлеба, хлеба!“, я, идя домой и размышляя о виденном, убедился более, чем прежде, в важности империализма… Моя заветная идея есть решение социального вопроса, именно: чтобы спасти сорок миллионов жителей Соединённого Королевства от убийственной гражданской войны, мы, колониальные политики, должны завладеть новыми землями для помещения избытка населения, для приобретения новых областей сбыта товаров, производимых на фабриках и в рудниках. Империя, я всегда говорил это, есть вопрос желудка. Если вы не хотите гражданской войны, вы должны стать империалистами».

Продолжая тематику обобщения истории колониализма, которая разрабатывалась в разной степени в трудах Джона Гобсона, А. Супана, Генри К. Морриса и др., Ленин приводит обобщающую таблицу колониальных владений в разные периоды для уже упомянутых ранее Англии, Франции, США и Германии, а также России и Японии («шесть великих держав»). Персия, Китай и Турция отнесены к полуколониям. Подчеркиваются разный характер и неравномерность темпов развития колониальной политики разных стран, а также ведущая роль финансового капитала на этапе «новейшего капитализма». Ленин указывает также, что некоторые формально суверенные страны в эпоху империализма превращаются в полуколонии и протектораты (например, Аргентина и Португалия рассматриваются как полуколонии Англии).
Особенностью империализма называется «погоня за источниками сырья», поскольку растущая промышленность требует его во всё больших масштабах. Эта борьба находит своё выражение в поиске новых колоний, а также во «внеэкономической надстройке» (политике и идеологии), которая проникается воинственным духом.

### 7. Империализм, как особая стадия капитализма
В седьмой главе Ленин подводит итоги об основных свойствах империализма и дает определение империализму, критикует определение империализма Каутского и обращает внимание на теорию Ультраимпериализма, которая придумана Каутским.
• Короткое определение империализма: 
«Если бы необходимо было дать как можно более короткое определение империализма, то следовало бы сказать, что империализм есть монополистическая стадия капитализма. Такое определение включало бы самое главное, ибо, с одной стороны, финансовый капитал есть банковый капитал монополистически немногих крупнейших банков, слившийся с капиталом монополистических союзов промышленников; а с другой стороны, раздел мира есть переход от колониальной политики, беспрепятственно расширяемой на незахваченные ни одной капиталистической державой области, к колониальной политике монопольного обладания территорией земли, поделённой до конца.»
• А также выделяет пять существенных признаков империализма и на основании этих пяти признаком даёт определение империализму:
«1) концентрация производства и капитала, дошедшая до такой высокой ступени развития, что она создала монополии, играющие решающую роль в хозяйственной жизни; 2) слияние банкового капитала с промышленным и создание, на базе этого «финансового капитала», финансовой олигархии; 3) вывоз капитала, в отличие от вывоза товаров, приобретает особо важное значение; 4) образуются международные монополистические союзы капиталистов, делящие мир, и 5) закончен территориальный раздел земли крупнейшими капиталистическими державами. Империализм есть капитализм на той стадии развития, когда сложилось господство монополий и финансового капитала, приобрёл выдающееся значение вывоз капитала, начался раздел мира международными трестами и закончился раздел всей территории земли крупнейшими капиталистическими странами.»

### 8. Паразитизм и загнивание капитализма
В восьмой главе Ленин обращает внимание, что в эпоху монополий из-за отсутствия свободы конкуренции «тенденция к застою и загниванию», хоть и не завладевает всем Мировым рынком одновременно, однако берет верх «в отдельных отраслях промышленности, в отдельных странах, на известные промежутки времени». Выражается это в том числе и в торможении технического прогресса, продиктованного, во-первых, отсутствием побудительных мотивов в условиях монопольных цен, а во-вторых, прямым вмешательством монополий (приводится пример того, как немецкий картель бутылочных фабрикантов скупал патенты Майкл Оуэнса без их дальнейшего внедрения).
Далее Ленин пишет о формировании в эпоху империализма праздного, живущего «стрижкой купонов» слоя рантье, что наблюдается также и в глобальном масштабе: мир делится на «горстку государств-рантье» (метрополии) и «большинство государств-должников» (колонии и полуколонии). Государства-рантье фактически превращаются в паразитов, что, по мнению Ленина, не может не отражаться «на всех социально-политических условиях данных стран». Основной опасностью для рабочего движения называется тот факт, что «подкупленный» своей буржуазией пролетариат развитых стран встаёт на путь оппортунизма.

### 9. Критика империализма
Девятая глава, с редкими отступлениями в сторону других «реформистских» теорий, почти полностью посвящена критике теории ультраимпериализма Каутского.

### 10. Историческое место империализма
В последней главе Ленин подводит итоги, кратко повторяя основные тезисы предыдущих глав. Сжато перечисляются основные черты империализма, который определяется Лениным «как переходный или, вернее, умирающий капитализм.» Ещё раз подчеркивается связь империализма с оппортунизмом в рабочем движении.

## Оценки
- В рамках дискурса советской политэкономии данная работа традиционно считалась фундаментальным научным трудом, обосновавшим возможность социалистической революции в отдельно взятой стране, а также давшим идеологическую основу в борьбе с оппортунизмом и «реформизмом»[7][8].

- В рамках современной научной дискуссии данная работа Ленина, как правило, либо критикуется[9], либо рассматривается в качестве базисного, но не исчерпывающего труда для дальнейшего анализа империализма[10]. Иван Игнатьевич Никитчук отмечает, что анализ Ленина показал, что "вывод Маркса о развитии капитализма метрополии как образца будущего развития подопечных территорий не совсем верен"[11].

- Согласно Нейлу Хардингу (Neil Harding), «Империализм, как высшая стадия капитализма» является основным ленинским сочинением, при этом противопоставляемым работе «Что делать?». В своей книге «Ленинизм» (1996) автор дает обзор важнейших ленинских идей, а также доказывает тезис, что собственно ленинизм, как идейная система взглядов, сформировался в 1914—1917 гг. под непосредственным влиянием Первой мировой войны[12].

- Как обобщают Цзинь Хуймин и Ли Чунфу, в этом труде Ленин произвел «глубокий анализ основных характеристик и тенденций развития империализма. Путем углубленного анализа Ленин пришел к заключению, что развитие империализма привело к росту противоречий, и эти противоречия привели к обострению конфликтов в мире, кризисам и войнам, и к тому, что период развитого капитализма перешел в период пролетарской социалистической революции. Основываясь на анализе основных характеристик исторического места империализма, Ленин считал, что империализм оказал значительное влияние на мировой исторический процесс, и пришел к выводу о том, что современный ему период является „периодом потрясений, вызванных империализмом“, что „империализм есть канун социалистической пролетарской революции“ и „капиталистическая стадия развития, переходящая в пролетарскую социалистическую революцию“»[13].

- Политолог С. Г. Кара-Мурза высоко оценивал роль работы «Империализм, как высшая стадия капитализма» с точки зрения важного этапа в формировании ленинизма:

«Империализм…» отразил второй план в процессе преодоления В. И. Лениным рамок классического марксизма и развития представлений, прямо касающихся судьбы периферийных стран мировой системы. В дополнение к совершённому В. И. Лениным ранее (после революции 1905—1907 гг.) отходу от марксистских представлений о крестьянстве, «Империализм…» стал необходимым и достаточным блоком для выработки учения об антикапиталистической революции в крестьянской стране, причем революции «в одной стране» — вне зависимости от участия в ней пролетариата развитых капиталистических стран. Таким образом, «Империализм…» является текстом, представляющим ядро ленинизма как новой теории революции.

- По мнению проф. М. В. Попова: "В экономическом обосновании стратегии борьбы рабочего класса в современную эпоху — глубочайший смысл и значение ленинской работы «Империализм, как высшая стадия капитализма»"[15].